# Fuente de Roguel
La Fuente de Roguel o Ein Roguel (en hebreo: עין רגל, Ein Roguel), era un manantial en las afueras de Jerusalén mencionado en la Biblia hebrea como el escondite de los espías de David, Jonatán y Ahimaaz, durante el levantamiento de Absalón contra el gobierno del Rey David (2 Samuel 17:17).  
El significado del nombre es incierto, es posible que originalmente tuviera un significado sagrado o mítico, y que haya sido un sitio sagrado en tiempos pre-israelitas.

## En el Tanaj
Ein Roguel era uno de los puntos que marcaban el límite entre los territorios de las tribus de Judá y Benjamín (Josué 15:17, 18:16). 
Durante el levantamiento de Absalón contra David, Jonatán y Ahimaaz se ocultaron en Ein Roguel (2 Samuel 17:17).  
Ein Rogel estaba cerca de la piedra Zohelet, donde Adonías, el medio hermano de Salomón, celebró una fiesta con sacrificios cuando intentó afirmar sus derechos al trono (1 Reyes 1:9).
Es probable que la Fuente de Roguel sea la misma que la Fuente del Dragón o Fuente de la Serpiente mencionada en el Libro de Nehemías (Nehemías 2:13). 

## Ubicación

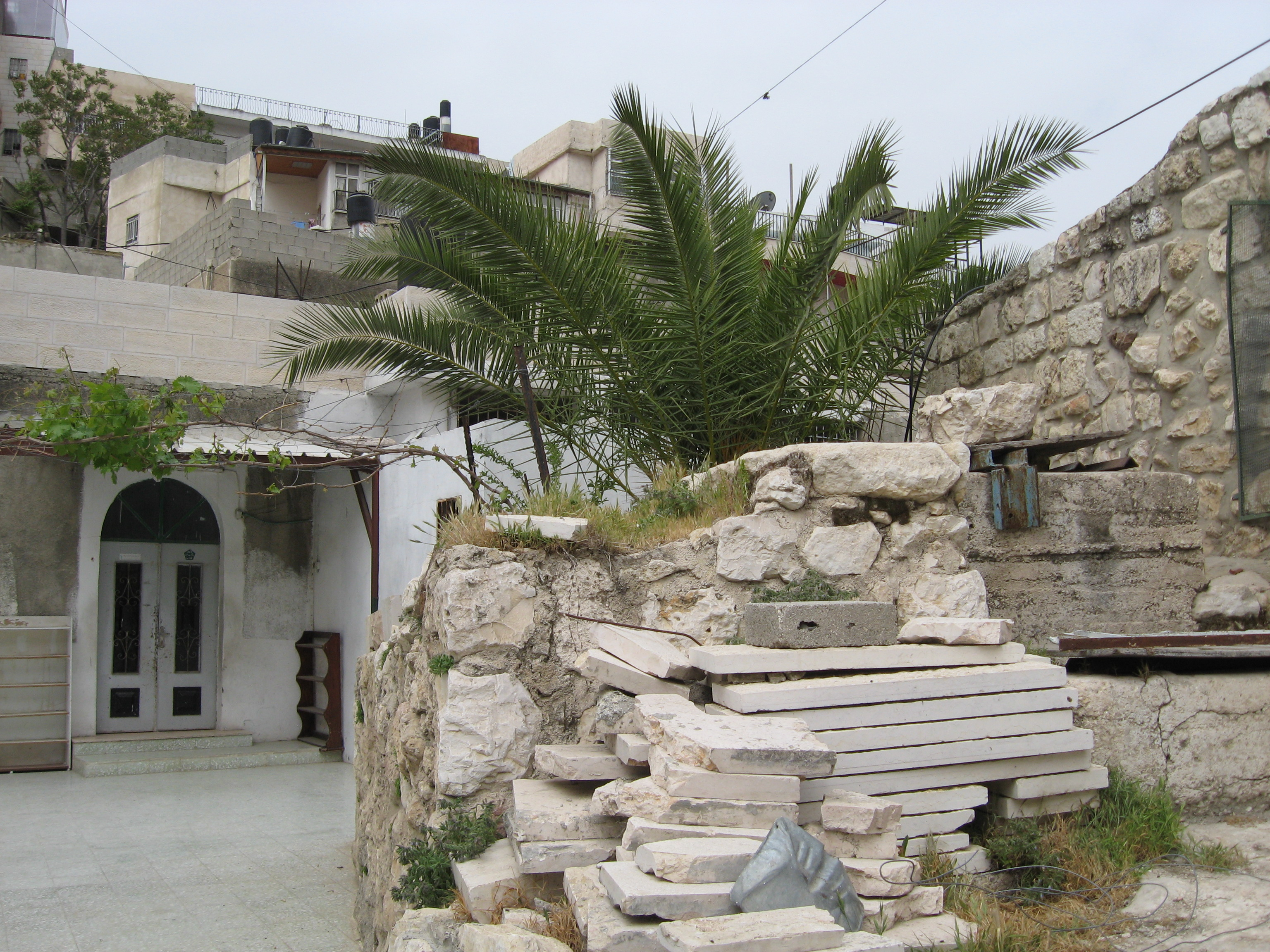
La moderna mezquita Bir Ayoub en Silwán.

Los estudiosos actuales identifican a Ein Roguel con Bir Ayub, ubicado al sur del cruce de los tres valles que rodeaban a Jerusalén en la antigüedad: el Gehena, el Tiropeón y el Cedrón. Hoy en día existe allí una moderna estación de bombeo que extrae agua de un pozo de 38 metros de profundidad, partes de cuyo revestimiento puede que sean del período romano. Bir Ayoub (en árabe: بئر أيوب‎) se traduce como "Fuente de Job" o "Pozo de Job", también conocido como Pozo de Joab. Hoy en día, el pozo están en el predio de la Mezquita Bir Ayoub en el barrio de Silwan.     
Ein Roguel es menciona en Topografía de Jerusalén, un documento encontrado en la Geniza del Cairo, que describe cómo el agua irrumpe después de un invierno muy lluvioso.

## Bir Ayub: galería

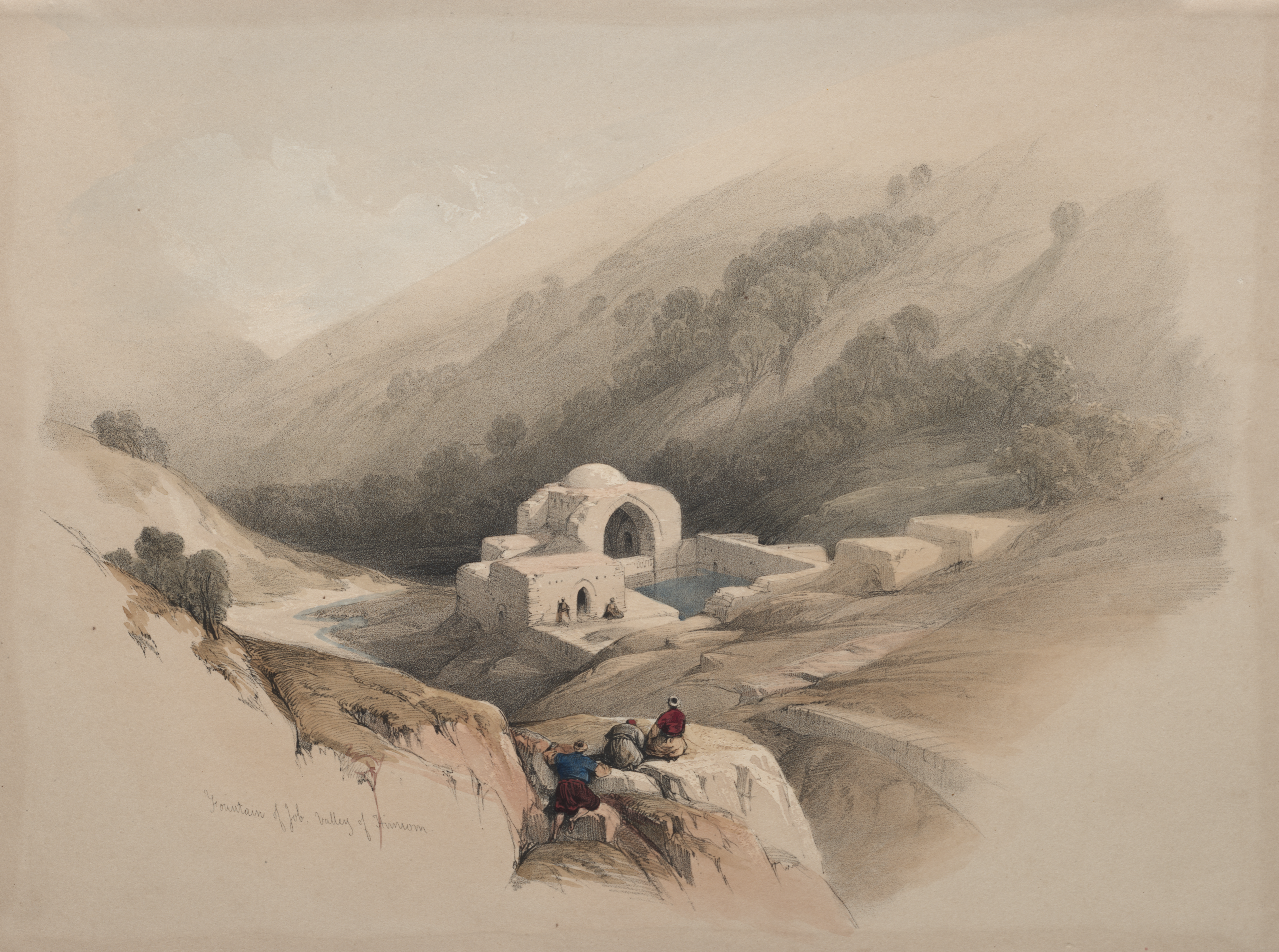
Bir Ayub en 1840 ilustración de Tierra Santa, Siria, Idumea, Arabia, Egipto y Nubia
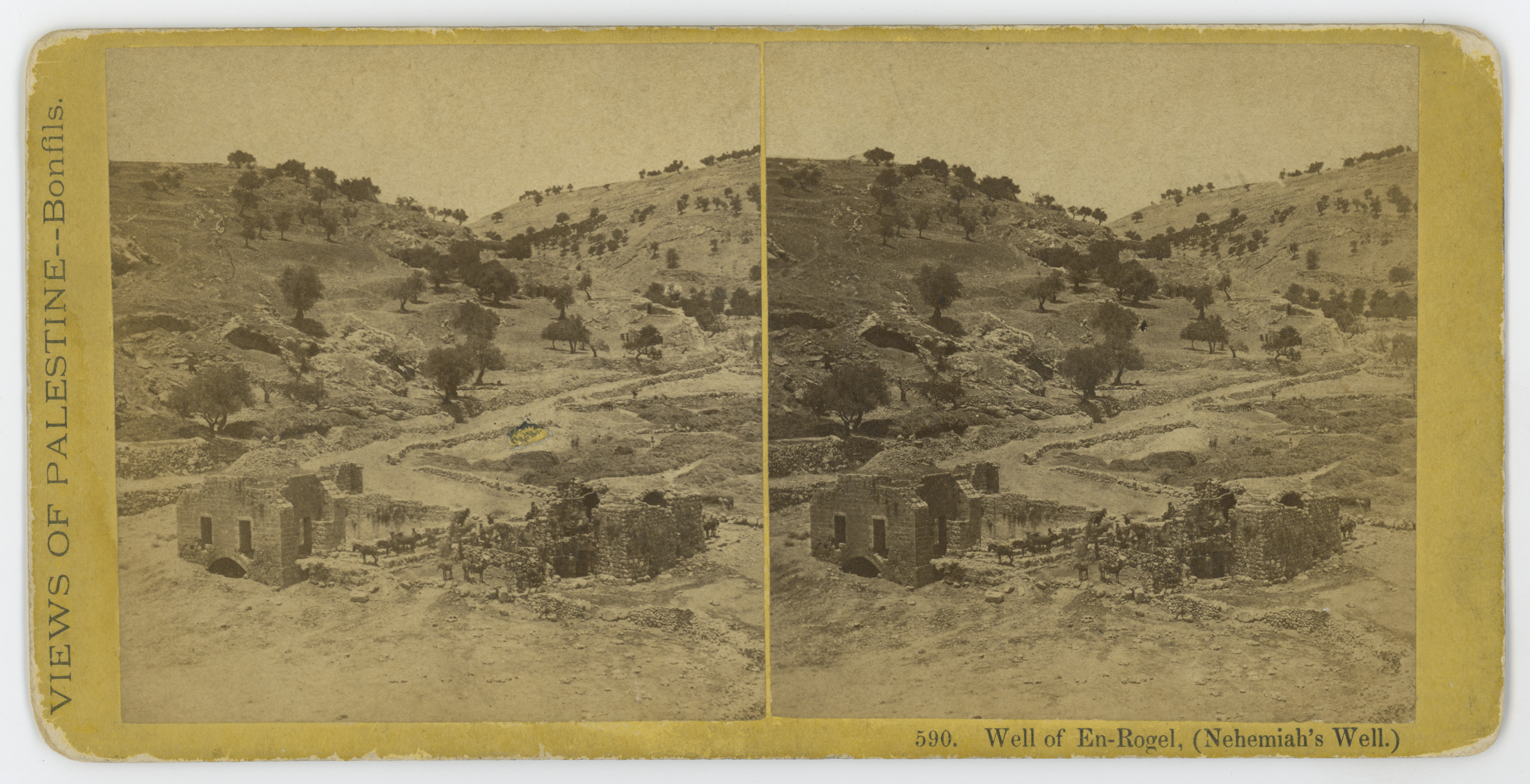
El pozo de Nehemías en doble tarjeta fotográfica o estereoscópica, Bonfils, ca. 1870.
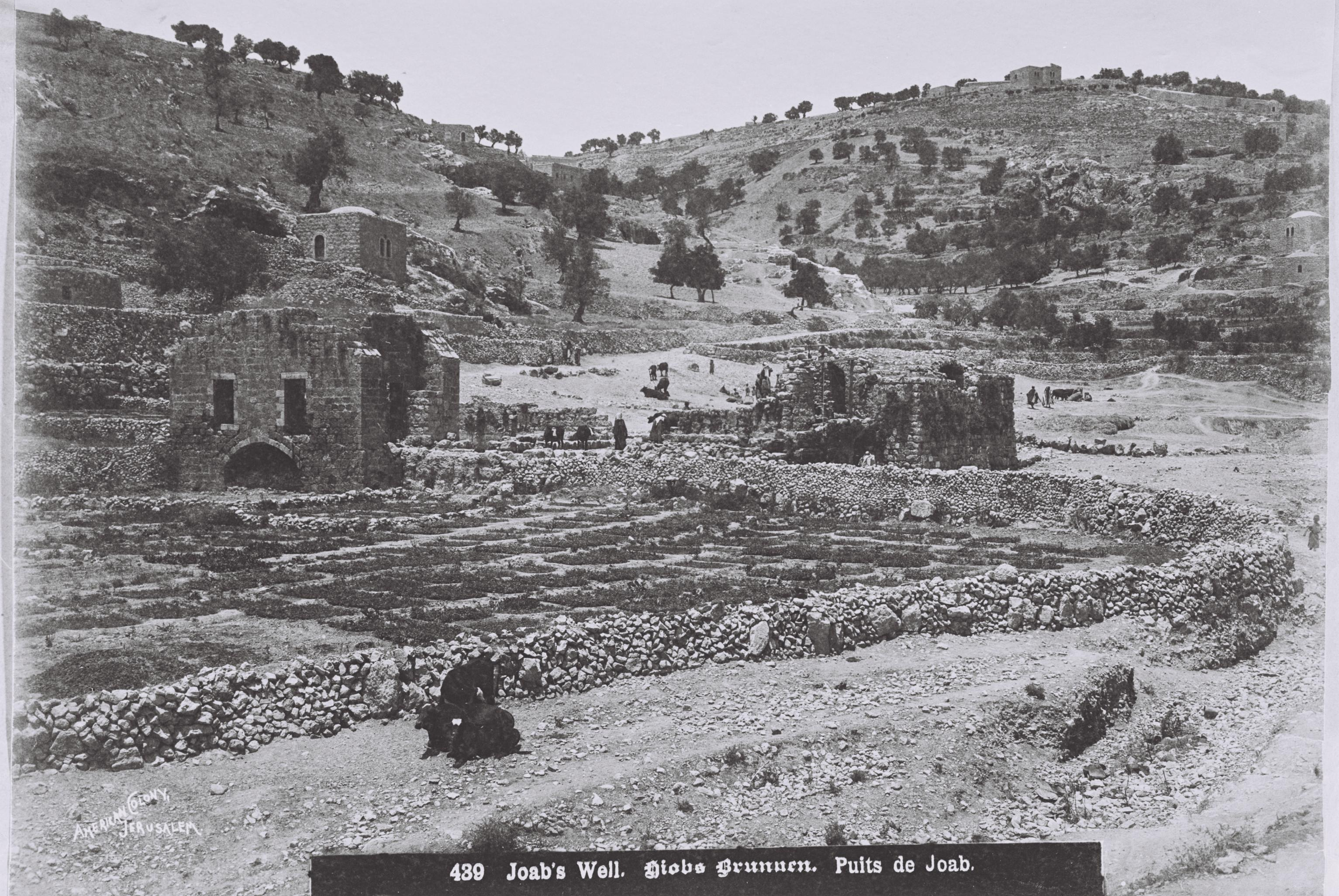
Bir Ayub en 1910